# 業務核都市
業務核都市（ぎょうむかくとし）とは、東京圏における超過密問題の解決を目的として、一極依存型の回避を目的に業務機能を柱とする諸機能の適正配置の受け皿となるべき都市として、指定された都市。第四次全国総合開発計画を受けて多極分散型国土形成促進法（1988年制定）において制度化された。国土交通省所管。

## 概要
東京都区部以外の地域で相当程度広範囲の地域の中核的都市を重点的に整備し、バランスの取れた地域構造とすることを基本に指定されており、第4次首都圏基本計画（1986年決定）において、その基本的な考え方が示された。
第4次計画で11都市圏、第5次計画（1999年決定）で4都市圏が指定されている。

## 一覧

### 第4次首都圏基本計画で指定
西部
- 横浜市
- 川崎市
- 厚木市
- 八王子市・立川市
- 青梅市

北部
- 熊谷市・深谷市
- 浦和市・大宮市（現：さいたま市）
- 土浦市・つくば市・牛久市

東部
- 成田市・千葉ニュータウン
- 千葉市
- 木更津市

### 第5次首都圏基本計画で指定
西部
- 多摩市

多摩市は、既に指定されている八王子・立川と一体で八王子・立川・多摩都市圏を形成。
- 町田市・相模原市

北部
- 川越市
- 春日部市・越谷市
- 柏市